# 김미현 (골프 선수)
김미현(金美賢, 1977년 1월 13일~)은 대한민국의 전 프로 골프 선수다. 종교는 개신교다.
1996년 프로에 입문, 1996년부터 2000년 사이에 KLPGA 투어에서 11번 우승하였다. 1999년부터 LPGA 투어에 참가하기 시작하여 총 8번 우승하였으나, 메이저 대회 우승은 기록하지 못했다. 2001년 브리티시 오픈에서 박세리에게 밀려 준우승한 것이 메이저 최고 성적이다.
김미현은 154cm의 작은 키 때문에 ‘땅콩’이라는 별명을 얻었으며, 작은 피지컬로 호성적을 내면서 '슈퍼땅콩'이라는 별명이 추가됐다. LPGA 골프 선수들은 그를 ‘김미’라고 불렀다.
2008년 유도 선수 이원희와 결혼했다. 2009년 11월에는 장남 이예성 군을 낳았다. 2012년 이혼설이 불거졌으나 2015년에 아들과 함께 TV에 출연하여 이혼설이 불식되는 듯 했지만 2018년 이원희 선수의 이혼 및 재혼 소식이 알려지면서 정확한 이혼 시기는 드러나지 않았다. 장남은 김미현이 양육하고 있다.
2012년 10월 영종도에서 열린 LPGA 하나외환 챔피언십을 마지막으로 현역 은퇴를 선언하였다.
2016년 하계 올림픽과 2020년 하계 올림픽 때는 KBS의 골프 해설위원으로 마이크를 잡았다.
또한 TV조선의 스포츠 예능 프로그램인 골프왕의 메인 MC를 맡기도 했다.